# Холмогоров, Степан Иванович
Степан Иванович Холмогоров — участник Гражданской войны и революционных событий в Ижевске, заместитель председателя исполкома Ижевского Совета, начальник Военно-Революционного штаба Ижевска.

## Биография
Родился в 1898 году в деревне Русский Вожой в семье крестьянина. Летом 1914 году окончил высшее начальное училище в Ижевске, после чего начал работать на Ижевском заводе конторщиком в инструментальной мастерской. В феврале 1917 года участвовал в забастовке рабочих. После Октябрьской революции стал членом исполкома Ижевского Совета. С марта 1918 года — заместитель председателя исполкома.
В апреле 1918 года в Ижевске возникло противостояние между большевиками и максималистами, до этого являвшимися союзниками большевиков. Большевики обвинили Красную гвардию, контролировавшуюся максималистами, в необоснованном терроре и неподчинении решениям Совета. 20 апреля 1918 для противодействия максималистам был создан Военно-Революционный штаб, 23 апреля Холмогоров был назначен его начальником. Он выдвинул максималистам ультиматум, требуя немедленного разоружения и сдачи, а также вызвал из Казани отряд верных большевикам матросов. Максималисты отвергли ультиматум и после непродолжительного сопротивления были разбиты.
В конце июня Холмогоров был избран делегатом V Всероссийского съезда Советов и в июле отбыл в Москву. В Москве он подал доклад комиссару внутренних дел Г. И. Петровскому о политическом положении на Ижевском заводе. В этом докладе Холмогоров отмечал активизацию в Ижевске антибольшевистских сил, говорил о неустойчивых настроениях ижевских рабочих, а также настаивал на принятии немедленных мер по противодействию контрреволюции в городе. Доклад, однако, не был принят во внимание.
23 июля Холмогоров отправил письмо на имя наркома внутренних дел, в котором ещё раз указал на опасность сложившегося в Ижевске положения и просил немедленно ввести в Ижевск войска. Реакции на это письмо вновь не последовало. В конце июля — начале августа по настоянию Холмогорова были проведены превентивные аресты лидеров и активистов ижевского «Союза фронтовиков», но по указанию председателя исполкома И. Д. Пастухова большинство из них почти сразу были освобождены.
В ночь с 6 на 7 августа в Ижевске было введено военное положение. На ночном митинге Холмогоров огласил приказ о переходе власти к возглавляемому им Военно-Революционному штабу (состоявшему из трех человек).
8 августа в Ижевске началось антибольшевистское восстание. Вместе с Лихвинцевым и Жечевым Холмогоров руководил обороной города. После того, как стало ясно, что Ижевск большевикам не удержать, Холмогоров попытался взорвать пороховой погреб, чтобы предотвратить попадание в руки повстанцев большого количества патронов. Сделать это он не сумел и был убит в бою.

## Память
- В 1927 году в честь Холмогорова в Ижевске была названа улица[3].
- Имя Холмогорова находится на бронзовой плите монумента, посвящённого героям Революции и Гражданской войны в Ижевске. Его останки захоронены в братской могиле, на которой установлен монумент[4].